# 1996年夏季残疾人奥林匹克运动会多米尼加代表团
1996年夏季残疾人奥林匹克运动会多米尼加代表团是多米尼加派出的1996年夏季残疾人奥林匹克运动会代表团。获得1枚金牌。